# داء الكلية متعددة الكيسات المتنحي
داء الكلية متعددة الكيسات المتنحي هو أحد نوعي داء الكلية متعددة الكيسات وأقلها حدوثًا (أقل من 10% من الحالات) ولكنه الأكثر خطورة، ويحدث تكيس الكلية عادة لدى الأطفال. الوالدين قد يكونون سليمين ولكن يحملون المرض. الجين المؤثر chromosomal locus 6p12.2

## انتشاره
نسبة حدوثه حالة لكل 20.000 شخص في الولايات المتحدة

## مراحل سير المرض
تظهر ألأعراض في عمر مبكر ثم يتقدم بسرعة يؤدي إلى فشل الكلية النهائي ويسبب الموت عموما في مرحلة تكوين الجنين أو الطفولة.
في المراحل المبكرة من المرض، تكبر الأكياس على الكلية وتتدخل في وظيفة الكلية، مما يؤدي إلى ارتفاع ضغط الدم المزمن وخلل في وظيفة الكلية، قد يحدث نزف في أحد الأكياس ويمكن أن يسبب ألما في الخاصرة وارتفاع ضغط الدم الذي يصعب السيطرة عليه. يسوء المرض بسرعة مما يؤدي إلى فشل الكلية في النهاية.

## الأعراض والعلامات
- وجود الدم في البول
- التبول المفرط
- ارتفاع ضغط الدم
- فقر الدم
- ضعف النمو
- الدوالي
- وجود تكيس في أعضاء أخرى مثل: الكبد والبنكرياس والخصيتين
- علامات الفشل الكلوي

## العلاج
للأسف لا يوجد علاج شافي في الوقت الحالي، لكن بشكل عام ينصح بالمحافظة على مستوى ضغط الدم للتقليل من التسارع في قصور وظائف الكلى كما ينصح بالتقيد بالنصائح الأخرى التي تعطى لمرضى القصور الكلوي المزمن وقد يحتاج المريض إلى بعض الأدوية التي تعطى لهؤلاء المرضى لإبطاء عملية تلف الكلى.